# Henri Boulard
Henri Boulard est un microbiologiste français qui a découvert la souche de Saccharomyces composant l'ultra-levure.

## Biographie

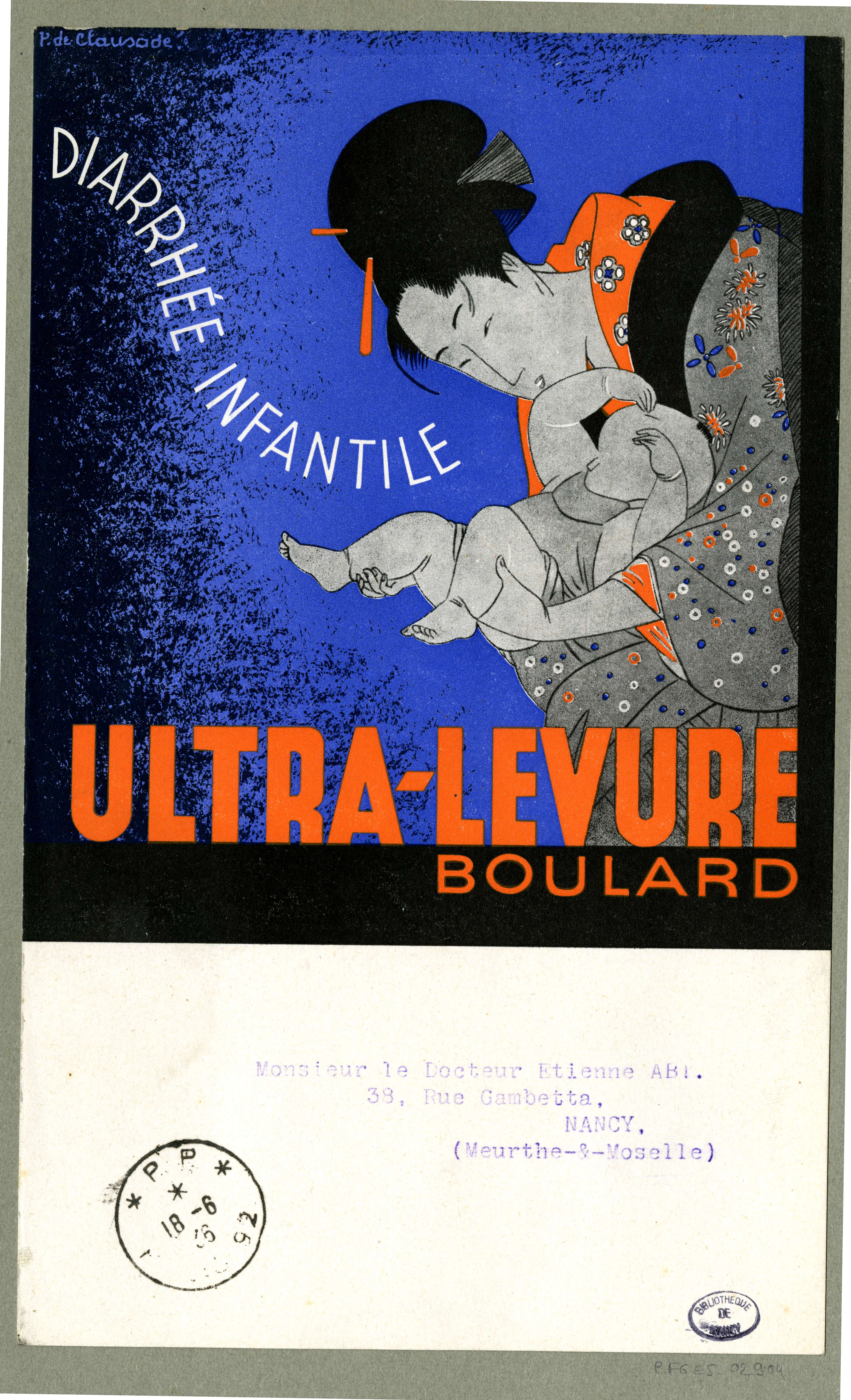
Ultra-levure Boulard contre les diarrhées infantiles - Illustration (1936).

Au début des années 1920, il se rend en Indochine avec une délégation de brasseurs qui souhaitent produire de la bière locale. Les souches de Saccharomyces cerevisiae utilisées à l'époque avaient une température optimale de 4°C et donc étaient totalement inadaptées au climat des tropiques. Il s'agissait de trouver une souche qui se développait à une température beaucoup plus élevée. Alors qu'il séjourne au Vietnam en pleine épidémie de choléra, le docteur Boulard apprend que certaines personnes sont protégées des diarrhées en buvant une décoction faite de peaux de fruits comme les litchis et les mangoustans. En approfondissant les recherches, l'analyse microbiologique de la préparation des peaux lui révèle une souche tropicale de Saccharomyces qui se développe à température élevée pour des levures (37°C), soit la température du corps humain. Il décide de baptiser la nouvelle levure en lui associant son nom : Saccharomyces boulardii.
De retour en France, il brevète sa découverte en 1923. Puis il la commercialise sous la forme d'ampoules buvables avec le nom d'Ultra-levure («ultra» car la température optimale de la levure est «ultra-haute» par rapport aux souches utilisées en brasserie et en boulangerie).   
Au début de la prescription du médicament, celui-ci est utilisé pour traiter les diarrhées et sert de probiotique. Ensuite, il sera largement employé pour prévenir les diarrhées provoquées par les antibiotiques, car la levure rétablit l'équilibre du microbiote,. Dans les années 1950, le médicament est cédé à un industriel, qui s'associe à un pharmacien pour fonder le laboratoire Biocodex. À partir de 1962, le filtrat de Saccharomyces boulardii est lyophilisé pour en garantir la conservation sous forme sèche et vivante.